# Lega nazionale 2024-2025 (calcio Birmania)
La Lega Nazionale 2024-2025 è stata la 15ª edizione della massima serie del campionato di calcio birmano. Il campionato è iniziato il 6 luglio 2024 e si è concluso il 1° marzo 2025.
La squadra campione in carica era lo Shan Utd, che si è riconfermato vincendo il suo sesto titolo nazionale.

## Stagione

### Novità
Dalla scorsa edizione sono state retrocesse GFA e Kachin United, ultime due classificate del campionato. Al loro posto, dalla MNL-2 sono state promosse Dagon Port e Thitsar Arman

### Formula
Le 12 squadre partecipanti giocano un girone all'italiana con gare di andata e ritorno, per un totale di 22 giornate. Al termine di queste, la squadra prima in classifica è campione della Birmania e si qualifica per la AFC Challenge League 2025-2026, mentre le ultime due classificate retrocedono in MNL-2.

## Squadre partecipanti
| Club            | Città     | Stagione precedente   |
| --------------- | --------- | --------------------- |
| Ayeyawady Utd   | Yangon    | 9° in Lega Nazionale  |
| Dagon Port      | Yangon    | MNL-2                 |
| Dagon Star Utd  | Yangon    | 5° in Lega Nazionale  |
| Hantharwady Utd | Yangon    | 3° in Lega Nazionale  |
| ISPE            | Mandalay  | 4° in Lega Nazionale  |
| Mahar Utd       | Monywa    | 7° in Lega Nazionale  |
| Myawady         | Naypyidaw | 6° in Lega Nazionale  |
| Rakhine Utd     | Sittwe    | 8° in Lega Nazionale  |
| Shan Utd        | Yangon    | Campione di Birmania  |
| Thitsar Arman   | Yangon    | MNL-2                 |
| Yadanarbon      | Mandalay  | 10° in Lega Nazionale |
| Yangon Utd      | Yangon    | 2° in Lega Nazionale  |

## Classifica
|                     | Pos. | Squadra         | Pt | G  | V  | N | P  | GF | GS | DR  |
| ------------------- | ---- | --------------- | -- | -- | -- | - | -- | -- | -- | --- |
| Birmania (bandiera) | 1.   | Shan Utd        | 62 | 22 | 20 | 2 | 0  | 65 | 12 | +53 |
|                     | 2.   | Yangon Utd      | 51 | 22 | 15 | 6 | 1  | 62 | 20 | +42 |
|                     | 3.   | Hantharwady Utd | 44 | 22 | 13 | 5 | 4  | 34 | 26 | +8  |
|                     | 4.   | Dagon Star Utd  | 40 | 22 | 12 | 4 | 6  | 36 | 22 | +14 |
|                     | 5.   | Mahar Utd       | 33 | 22 | 10 | 3 | 9  | 44 | 40 | +4  |
|                     | 6.   | Yadanarbon      | 31 | 22 | 8  | 7 | 7  | 37 | 39 | -2  |
|                     | 7.   | ISPE            | 29 | 22 | 8  | 5 | 9  | 31 | 31 | 0   |
|                     | 8.   | Thitsar Arman   | 24 | 22 | 7  | 3 | 12 | 39 | 44 | -5  |
|                     | 9.   | Ayeyawady Utd   | 17 | 22 | 5  | 2 | 15 | 21 | 36 | -15 |
|                     | 10.  | Dagon Port      | 17 | 22 | 4  | 5 | 13 | 37 | 67 | -30 |
|                     | 11.  | Rakhine Utd     | 14 | 22 | 3  | 5 | 14 | 23 | 62 | -39 |
|                     | 12.  | Myawady         | 9  | 22 | 2  | 3 | 17 | 19 | 49 | -30 |

Legenda:
      Campione di Birmania e qualificata per la AFC Challenge League 2025-2026.
 Retrocessione diretta.